# Zweiäugiger Plattegel
Der Zweiäugige Plattegel (Helobdella stagnalis) ist eine Art aus der Familie der Plattegel (Glossiphoniidae), die sich durch Aussaugen insbesondere von Ringelwürmern, Insektenlarven, Flohkrebsen und Wasserasseln ernährt.

## Merkmale
Der helle, einfarbig grau-orange gefärbte Körper des Zweiäugigen Plattegels wird etwa 1,2 cm lang und weist als charakteristisches Merkmal im vorderen Viertel des Rückens mittig eine kleine, feste, helle oder auch dunkle Hornplatte auf. Er besitzt ein Augenpaar. Im Gegensatz zum Großen Schneckenegel hat er weder Längsleisten noch Warzen.

## Vorkommen
Der Zweiäugige Plattegel lebt in Europa und dem angrenzenden Westasien. Die meisten früheren Angaben auch von anderen Kontinenten werden nun morphologisch sehr ähnlichen, später abgetrennten Arten zugeschrieben, die nur durch ein Merkmal, die Präsenz der Hornplatte auf dem Rücken, vorher zusammengefasst worden waren. So konnte durch genetische Analysen bestätigt werden, dass die Art nicht in Nordamerika vorkommt. 
Sein Lebensraum umfasst insbesondere eutrophe Gewässer, wo er oft unter Steinen zu finden ist.

## Lebensweise
Der Zweiäugige Plattegel ernährt sich hauptsächlich von Wenigborstern insbesondere der Gattung Tubifex und Insektenlarven wie beispielsweise Zuckmückenlarven (Chironomus), aber auch von Flohkrebsen, Wasserasseln (Asellus aquaticus) und verschiedenen Wasserschnecken. Im Vergleich zum Großen Schneckenegel frisst der Zweiäugige Plattegel mehr Zuckmückenlarven und weniger Schnecken und Asseln. Die Beutetiere werden in der Regel ganz ausgesaugt, so dass der Zweiäugige Plattegel eher als Prädator und nicht als Parasit einzuordnen ist.

## Entwicklungszyklus
Wie alle Egel ist der Zweiäugige Plattegel ein Zwitter. Die gegenseitige Begattung findet im Frühjahr statt. Einige Tage danach erzeugt jeder der beiden Partner 3 bis 5 Eikokons, die mehrere dotterreiche Eier mit einer umgebenden durchscheinenden Hülle enthalten. Die Kokons werden von der Mutter am Bauch befestigt und umhergetragen. Bei Kontakt mit potenziellen Fressfeinden der Eier wölbt die Mutter ihren Körper ganz um die Brut und bildet so eine temporäre Bruthöhle. Nach dem Schlüpfen heften sich die Larven an den Bauch der Mutter. Einige Tage später nehmen die nunmehr etwa 1 mm langen Jungtiere die Gestalt eines Egels an. Danach lassen sich die etwa 10 bis 20 jungen Egel noch etwa 3 bis 4 Wochen von der Mutter umhertragen, an deren Bauch sie sich mit ihrem hinteren Saugnapf heften. Die Mutter packt Beutetiere, indem sie diese in ihren Vorderkörper einrollt, und ermöglicht auf diese Weise ihren Jungen, ihren Rüssel ins Opfer zu bohren und sich so an der Mahlzeit zu beteiligen. Mitunter überreicht sie auch einen erbeuteten Tubifex ihren Jungen und fächert diesen sauerstoffreiches Wasser zu, während sie das Opfer aussaugen. Die Jungegel verlassen die Mutter, wenn sie etwa ein Drittel von deren Körperlänge erreicht haben. Anfangs gehen sie noch gemeinsam, später dann einzeln auf Beutejagd.